# Stilobezzia scutata
Stilobezzia scutata är en tvåvingeart som beskrevs av Lane och Oswaldo Paulo Forattini 1961. Stilobezzia scutata ingår i släktet Stilobezzia och familjen svidknott.
Artens utbredningsområde är Panama. Inga underarter finns listade i Catalogue of Life.